# Рённинг, Йоахим
Йоахим Рённинг (норв. Joachim Rønning; род. 30 мая 1972, Саннефьорд, Эстланд) — норвежский кинорежиссёр, ранее работавший в паре с Эспеном Сандбергом.

## Биография
Рённинг вырос в Сандефьорде, к югу от Осло. Первый опыт работы в кино он получил в раннем возрасте вместе со своим другом и впоследствии партнером по съёмкам Эспеном Сандбергом. Вместе они снимали короткометражные фильмы для личного пользования на видеокамеру отца Рённинга. После окончания школы Рённинг и Сандберг учились в киношколе в Стокгольме с 1992 по 1994 год. После окончания Стокгольмской киношколы они прошли военную службу в норвежской армии, где в основном занимались съёмками военных и рекламных фильмов для норвежской армии. В 1995 году они вместе основали кинокомпанию Roenberg. Название Roenberg — это комбинация двух фамилий «Рённинг» и «Сандберг». Их компания, базирующаяся в Осло, в основном снимала музыкальные клипы и рекламные фильмы для Airbus, Nintendo, Coca-Cola, Nokia и других компаний. Дуэт также снял рекламный ролик прыжков с трамплина и рекламу Budweiser для Супербоула. Позже Рённинг вместе с друзьями основал магазин органических продуктов Rått Ass AS в Сандефьорде.
В 2006 году Рённинг и Эспен Сандберг сняли свой дебютный полнометражный фильм «Бандитки», главные роли в котором исполнили Пенелопа Крус и Сальма Хайек. Фильм был выпущен в мировой прокат компаниями EuropaCorp и Twentieth Century Fox. Сценаристом и продюсером фильма выступил французский режиссёр Люк Бессон.
Его фильм «Кон-Тики» 2012 года стал первым норвежским фильмом, номинированным на «Золотой глобус» и «Оскар» в категории «Лучший фильм на иностранном языке» на 85-й церемонии вручения премии «Оскар». Режиссёрский дуэт снял пятый фильм франшизы «Пираты Карибского моря» — «Пираты Карибского моря: Мертвецы не рассказывают сказки» (2017).
В октябре 2017 года было объявлено, что Рённинг станет режиссёром фильма «Малефисента: Владычица тьмы» по сценарию Линды Вулвертон и Джеза Баттерворта, в котором Анджелина Джоли вновь исполнит главную роль. Премьера фильма состоялась в 2019 году.
В 2023 году появилась информация, что Рённинг заменит Гарта Дэвиса на посту режиссёра фильма «Трон: Арес», третьей части франшизы «Трон». Съёмки начнутся в начале 2024 года. Рённинг также будет режиссёром фильма «Пираты Карибского моря 6».
В 2024 году вышел биографический фильм Рённинга под названием «Девушка и море» о Гертруде Эдерле, американской чемпионке по плаванию, которая впервые завоевала золотую медаль на Летних олимпийских играх 1924 года

### Анонсированные проекты
В 2016 году Рённинг снял пилотный эпизод нового драматического сериала канала ABC «Судный день» с Рошель Эйтес в главной роли и продюсером Кэрол Мендельсон и Sony TV.
В 2017 году было объявлено, что Paramount купила оригинальный проект под названием Origin, режиссёром которого выступит Рённинг, а сценаристом — Рённинг и его брат Андреас Рённинг. Продюсером фильма выступит Джерри Брукхаймер. Рённинг также собирается стать режиссером экранизации последнего романа Майкла Крайтона «Микро» для Amblin Entertainment, которую будет распространять Universal, а продюсировать Фрэнк Маршалл. Рённинг также рассматривался в качестве режиссера фильма «Топ Ган: Мэверик», но был вынужден отказаться от участия в конкурсе из-за конфликта в расписании.
В 2018 году сообщалось, что Рённинг станет режиссером научно-фантастического триллера Here There Be Monsters, который он написал в соавторстве со своим братом Андреасом Рённингом. Фильм разрабатывался компанией MRC и должен был сниматься после «Малефисенты: Владычицы тьмы».

## Личная жизнь
Йоахим женился на Аманде Херст 2 августа 2019 года. Пара живёт в Лос-Анджелесе, где у них есть собственный дом. 6 июня 2022 года у пары родился сын, которого назвали Хокон.